# Albizia berteriana
Albizia berteriana es una especie fanerógama perteneciente a la familia de las leguminosa (Fabaceae). Es endémica de Cuba, República Dominicana, Haití,  Jamaica.

## Taxonomía
Albizia berteriana fue descrita por (Balb. ex DC.) M.Gómez y publicado en Dicc. Bot. Nom. Vulgares Cubanos & Puerto-Riquenos, 10. 1889.
Etimología
albizia: nombre genérico dedicado a Filippo del Albizzi, naturalista italiano del siglo XVIII que fue el primero en introducirla en Europa en el año 1740 desde Constantinopla.
berteriana: epíteto
Sinonimia
- Acacia berteriana DC.
- Acacia littoralis A.Rich.
- Albizzia berteriana (DC.) M.Gómez
- Cathormion berteriana (DC.) Burkart
- Feuilleea berteriana (DC.) Kuntze
- Inga fragrans Macfad.
- Pithecellobium berterianum (DC.) Benth.
- Pithecellobium fragrans (Macfad.) Benth.
- Pithecolobium berterianum (DC.) Benth.
- Pseudalbizzia berteriana (DC.) Britton & Rose[3][4]

## Nombre comunes
Abey blanco, hoja menuda, moruro de costa o moruro blanco (Cuba); candelón, corbano, corbano blanco (República Dominicana).